# Ivan Josypovyč Ivanec

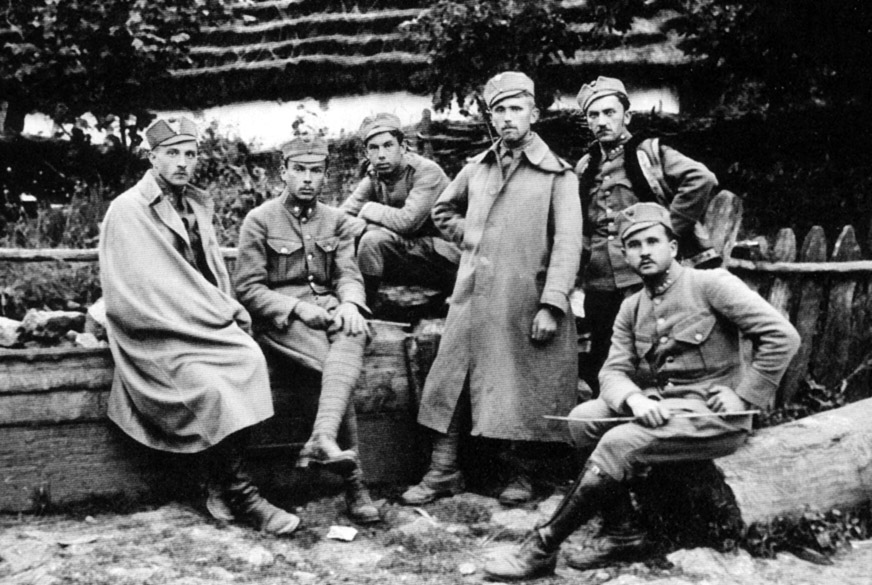
Tisková kancelář Ukrajinských sičských střelců (USS): Roman Hryhorovyč Kupčynskyj, Ivan Josypovyč Ivanec, Vasyl Orobec, Vasyl Dzikovskyj, Lev Lepkyj, Teofil Mojsejovyč

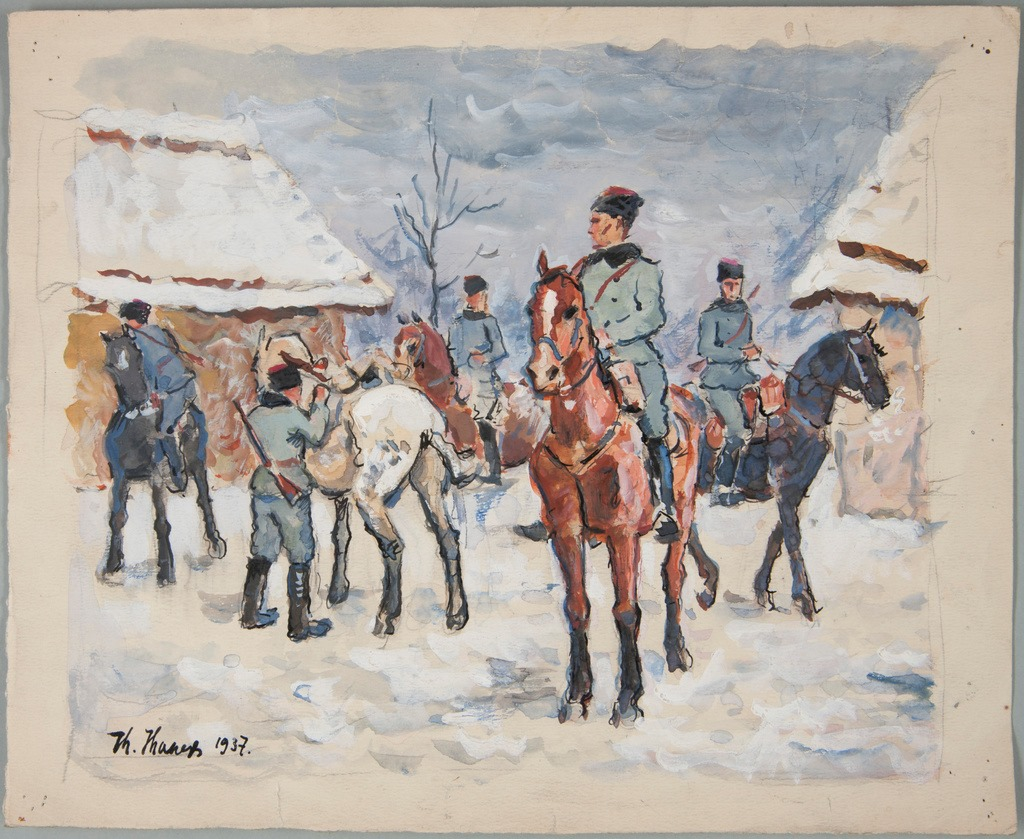
Vojáci na koních, 1937

Ivan Josypovyč Ivanec (9. ledna 1893, Novosilky-Hostinny, Sambirský rajón, Lvovská oblast – 10. března 1946, Solikamsk, Permská oblast, Rusko) byl ukrajinský umělec, redaktor, vydavatel a fotograf. Zeť sochaře Mychajla Paraščuka .

## Životopis
Narodil se 9. ledna 1893 ve vesnici Novosilky-Hostinny, nyní okres Sambir, Lvovská oblast. Vystudoval gymnázium ve Lvově. Studoval na Právnické fakultě Lvovské univerzity a současně studoval malbu v dílně Stanislava Baťovského-Kachora na Svobodné akademii umění (1912-1914). Na začátku první světové války vstoupil do legie ukrajinských střelců USS Vasyla Diduška jako puškař. Během karpatských bojů měl hodnost vrchního rotmistra a následně se stal velitelem roty.
Ivan Ivanec byl jedním z prvních organizátorů tisku a uměleckých záležitostí v legii USS. Byl výtvarníkem, grafikem a fotografem na Ukrajinské státní univerzitě. Objektivem svého fotoaparátu zachytil řadu fotografií z každodenního života. Získal hodnost četaře legionu USS a stal se vedoucím organizace Tisková kancelář USS pro shromažďování materiálů k historii USS. Spolu s Osypem Kurilasem, Lvem Getsem, Julianem Nazarakem a Osypem Sorochtejem vytvořil uměleckou skupinu Tiskové kanceláře USS. Legie USS získala svou střeleckou uniformu a vlajku především díky projektům a aktivitám zaměstnanců Tiskové kanceláře – Leva Lepky a Ivana Ivance. Jako malíř získal „Řád železné ostruhy“ SSSR. V mystickém stylu vyzdobil sál v Rozvadově (Haličyna), kde se odehrávalo pasování rytířů.
Od roku 1917 byl velitelem oddělení protiplynové služby SSSR. Ve stejném roce byl zajat Rusy v bitvě u Konjuchy. Po návratu na Ukrajinu se přidal ke Kyjevským sičským střelcům a nadále se věnoval tisku a umělecké činnosti.
Ivan Ivanec je autorem fotografií odstřelovačů, které sloužily jako ilustrační materiál pro mnoho publikací, zejména pro jubilejní album „Ukrajinští sičští střelci, 1914–1920" (Lvov, 1935). Některé z kreseb a fotografií pořídil nedaleko obce Sosniv 
V bitvě u Machnivky (duben 1920) přišel o většinu své fotografické tvorby z doby osvobozeneckého boje. Patří mezi ně zejména 2000 fotografií historických památek a uměleckých děl a 900 fotografií, které ilustrovaly život Ukrajinské SSR.
Po skončení první světové války žil v Praze. Tam na Karlově univerzitě vystudoval práva a stal se doktorem práv. Současně studoval v ateliéru výtvarných umění v I. Kuličky (I. Kulecja).
V roce 1921 byl členem střelecké rady. V roce 1934 pracoval jako redaktor časopisu Ukrajinská ilustrace ve Lvově.
V letech 1937–1939 se zabýval ilustrováním střeleckých publikací a edicí „Červonaja Kalina“. Byl vydavatelem „Červonaja Kalina“ a redaktorem „kalendáře - almanachu Červonaja Kalina“. Je autorem bitevních kompozic, krajin a četných memoárů o Ukrajinské akademii věd a článků s uměleckými tématy.
V letech 1942–1944 byl vedoucím Svazu ukrajinských výtvarných umělců ve Lvově. Spolupracoval s vojensko-historickým oddělením Vojenské správy divize „Haličyna“.
V červenci 1944 odešel ze Lvova do Vídně a v roce 1945 do Krakova, kde byl zatčen jednotkou Směrš a odvezen do Solikamsku (Permská oblast, Rusko), kde 10. března 1946 zemřel.
V roce 1952 bylo zničeno 17 olejomaleb Ivana Ivance ze sbírky Národního muzea ve Lvově. Dnes je tam zachováno jedno z jeho děl – Neznámý střelec (1929) .
Jeho manželka byla L. Paraščuková, dcera sochaře Mychaila Paraščuka.